# Sûreté nucléaire
Ne doit pas être confondu avec Sécurité nucléaire ou Prolifération nucléaire.

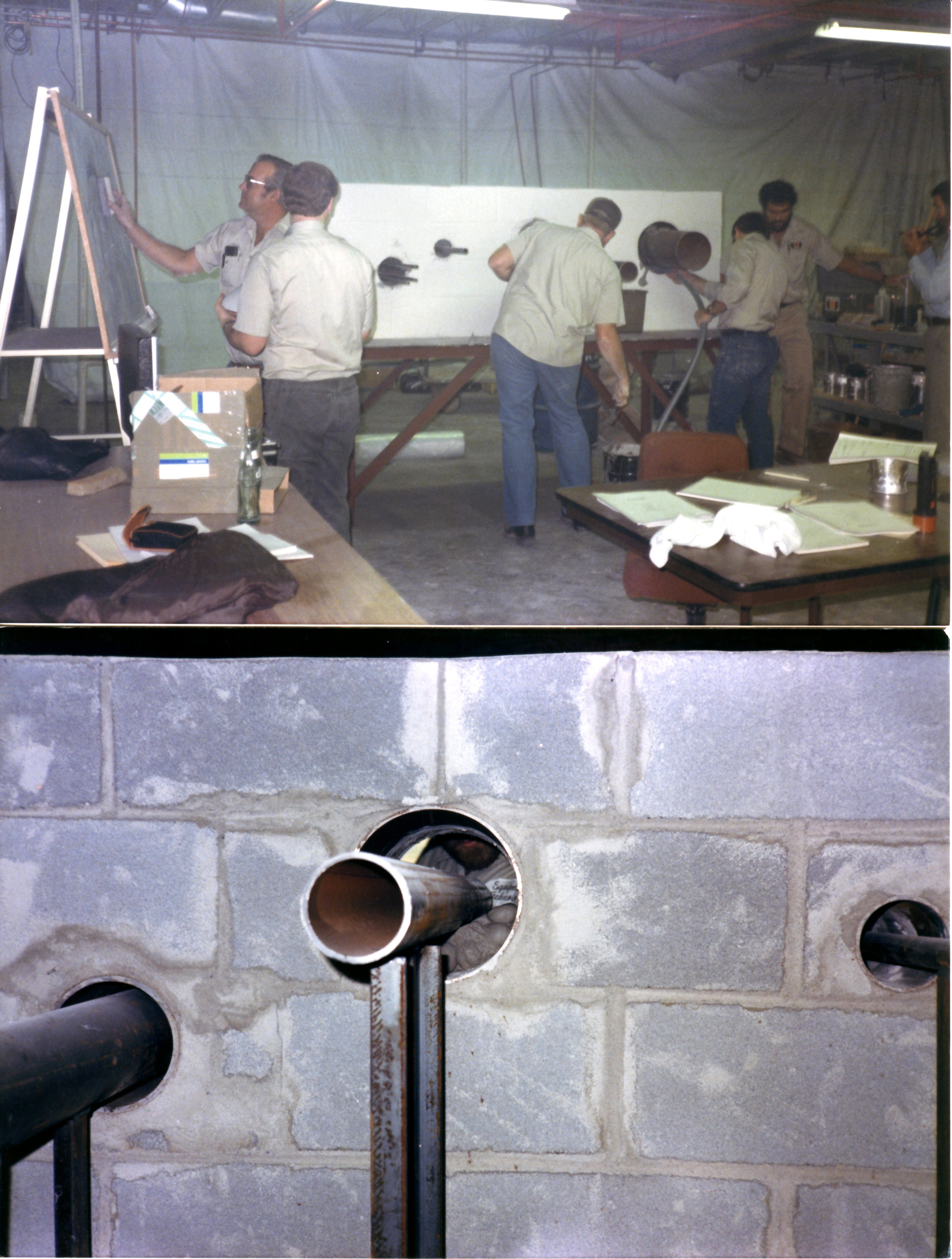
Entraînement au mortier et à l'oreiller coupe-feu à l'aide d'une pompe volumétrique, pour utilisation dans les centrales nucléaires aux États-Unis.

La sûreté nucléaire est l'ensemble des activités qui assurent le maintien de l'intégrité des mécanismes, processus, outils ou instruments mettant en œuvre de la matière radioactive, permettant de garantir l'absence d'effets dommageables sur les populations et l'environnement. Elle concerne en premier lieu l'industrie nucléaire.
La sûreté nucléaire est distincte de la sécurité nucléaire, qui est l'ensemble des mesures relatives à la protection des matières nucléaires et autres sources radioactives, de leurs installations et de leur transport contre des actes malveillants.

## Définition
En France, la législation définit la sûreté nucléaire comme « l'ensemble des dispositions techniques et des mesures d'organisation relatives à la conception, à la construction, au fonctionnement, à l'arrêt et au démantèlement des installations nucléaires de base, ainsi qu'au transport des substances radioactives, prises en vue de prévenir les accidents ou d'en limiter les effets ».« L'État [...] veille à l'information du public sur les risques liés aux activités nucléaires et leur impact sur la santé et la sécurité des personnes ainsi que sur l'environnement. »
La sûreté nucléaire est distincte de la sécurité nucléaire, qui est l'ensemble des mesures relatives à la protection des matières nucléaires et autres sources radioactives, de leurs installations et de leur transport contre des actes malveillants (internes ou externes), visant à garantir l'absence de conséquence inacceptable pour les populations et l'environnement. Les actes malveillants comprennent notamment le vol, le sabotage, l'accès non autorisé et le transfert illégal,.

## Histoire de la sûreté nucléaire

### En France

#### Expertise et contrôle organisés par le CEA et EDF (1945-1973)
Entre 1945 et 1955, les premières années du développement de l’énergie nucléaire en France ne sont assorties d’aucune règle spécifique de sûreté, sinon celles que les chercheurs, ingénieurs et techniciens s’imposent volontairement. C'est en 1957, une année marquée par l'incendie de Windscale et la sortie du rapport Wash 740, que Francis Perrin, haut-commissaire du Commissariat à l'énergie atomique (CEA), commence une réflexion sur l’organisation de la sûreté nucléaire. Alimentée par les exemples américains, britanniques et canadiens, elle aboutit à la création, en janvier 1960, d’une Commission de sûreté des installations atomiques (CSIA), chargée d’examiner la sûreté des installations en cours et à venir du Commissariat.
Sur le modèle anglo-saxon, les experts du CSIA demandent à Électricité de France la rédaction d’un rapport de sûreté, qui sera analysé pour la première fois en 1962, lors de la conception de la centrale nucléaire de Chinon. Ce document, présenté par l’exploitant, décline une analyse des risques et des protections de l’installation dans le but d’obtenir, de la part des pouvoirs publics, une autorisation de construction puis de mise en fonctionnement. La décennie des années 1960 sera celle des réacteurs à l'uranium naturel graphite gaz (UNGG) du CEA, qui seront officiellement abandonnés en 1969, la même année où se produit un accident de fusion du cœur sur le réacteur EDF de Saint Laurent des Eaux.

#### Plan Messmer et institutionnalisation de la sûreté nucléaire (1973-1986)
Au milieu des années 1970, concomitamment à l’accélération du programme nucléaire civil français (dit Plan Messmer) à partir de réacteurs à eau pressurisée sous licence Westinghouse, le gouvernement met en place une organisation de la régulation de la sûreté, avec la création en 1973, d’un organisme de contrôle auprès du ministère de l’Industrie, le Service central de sûreté des installations nucléaires (SCSIN), puis d’un organisme d’expertise, l’Institut de protection et de sûreté nucléaire (IPSN), créé en 1976 au sein du CEA.
Pour la centrale nucléaire de Fessenheim et celle du Bugey, la réglementation américaine est d'abord appliquée dans le cadre du transfert de technologie, puis progressivement, cette réglementation est adaptée à la France.
Au tournant des années 1980, le SCSIN et l'IPSN élaborent une réglementation technique, autour d’un nombre restreint de guides de bonnes pratiques, d’arrêtés techniques et de notes d’orientations ministérielles. À ces documents officiels s’ajoutent des documents de doctrine écrits par l’exploitant. Le tout constitue de facto la réglementation sans créer pour autant un cadre réglementaire contraignant. La modèle réglementaire français est plus souple et moins coercitif que le modèle anglo-saxon. Il s'appuie sur une proximité et un dialogue entre les industriels, le SCSIN et l'IPSN. Les anglo-saxons nomment ironiquement le modèle français "French Cooking".
L’accident nucléaire de Three Mile Island en 1979 constitue un véritable choc pour les experts français, qui conduira à des modifications sur les installations.

#### Après-Tchernobyl et mise en place du système actuel (1986-2011)
Après la catastrophe nucléaire de Tchernobyl, en 1986, notamment à la suite de la controverse du « nuage de Tchernobyl », l’idée d’un système de régulation plus transparent, plus indépendant des industriels et réglementairement plus solide s’affirme et se concrétise progressivement.
Au tournant des années 1980-2000, les centrales de Fessenheim et de Bugey vont subir leur premier réexamen décennal, permettant de valider la poursuite d’exploitation pour 10 ans.
En 2002 est institué l’Institut de radioprotection et de sûreté nucléaire (IRSN), établissement public entièrement autonome du CEA, fusion de l’Office pour la protection des rayonnements ionisants (OPRI, qui remplace le SCPRI en 1994) et de l’IPSN. De son côté, le SCSIN, après plusieurs élargissements successifs de son champ d’action acquiert le statut d’autorité administrative indépendante en 2006 et devient l’Autorité de sûreté nucléaire (ASN). La même année, la loi sur la transparence et la sûreté nucléaire (TSN) est promulguée, puis une série d’arrêtés, de décisions à caractère réglementaire, ainsi qu’une refonte du corpus des guides pratiques, remplacent progressivement l’ancienne réglementation.

#### Après-Fukushima (2011)
En 2011, à la suite de l’accident nucléaire de Fukushima, la sûreté des centrales nucléaires françaises est réévaluée par l’intermédiaire de stress tests qui prennent le nom d’« évaluations complémentaires de sûreté ».

#### Projet de réforme en 2023
Proposé par le gouvernement en février 2023, puis écarté par le Parlement en avril 2023, le projet de fusion de l'Autorité de sûreté nucléaire de l'Institut de radioprotection et de sûreté nucléaire est à nouveau préconisé par un rapport parlementaire adopté le 11 juillet 2023 par l'Office parlementaire d'évaluation des choix scientifiques et technologiques, afin de « clarifier l'organisation » et d'en « accroître les moyens » tout en « préservant l'indépendance de l'expertise ».

## Principes

### Barrières de confinement
Pour assurer le confinement de la radioactivité, un système simple et efficace fut imaginé dès la conception, consistant à interposer entre les produits radioactifs et l'environnement une série de trois barrières physiques résistantes contre les radiations, qui visent à contenir la radioactivité en toute circonstance.

#### Gaine de l'élément combustible
La gaine métallique qui enveloppe les crayons de combustible retient la majeure partie des produits radioactifs créés dans les pastilles de céramique de combustible. Elle constitue la première barrière. Une mauvaise évacuation de la chaleur entraînerait la rupture des gaines, voire la fusion des pastilles.

#### Enveloppe du circuit primaire
La deuxième barrière est constituée par l'enveloppe en acier épais du circuit de refroidissement primaire, qui comprend notamment la cuve principale enfermant le cœur du réacteur.

#### Enceinte de confinement
L'ensemble du circuit primaire (ainsi que d'autres composants du réacteur) est entouré par l'enceinte de confinement, un bâtiment en béton de forte épaisseur capable de résister à une certaine pression et à des agressions externes ; elle est souvent double. Cette enceinte forme la troisième barrière.

### Défense en profondeur
Dans le cas des centrales nucléaires, la défense en profondeur est un ensemble de dispositions (automatismes, systèmes ou procédures) redondantes et diversifiées, constituant des lignes de défense successives et permettant de limiter l'effet d'incidents ou d'accidents. Son objectif est que, même si un évènement initiateur survient (début d'incident ou de réaction en chaîne non contrôlée), une combinaison de nombreuses défaillances serait nécessaire pour mettre la sûreté de l'installation en péril.
On distingue cinq niveaux indépendants :
- prévention d'accidents et de conduite anormale ;
- surveillance et détection de ce qui pourrait défaillir ;
- contrôle d'accidents de dimensionnement ;
- contrôle de conditions sévères d'accidents ;
- prise en charge des risques en cas de rejets radioactifs dans l'environnement.

La probabilité de traverser plusieurs barrières nécessite un ensemble toujours croissant et défavorable d'évènements.

### Fonctions de sûreté
L'exploitation d'un réacteur nucléaire en toute sûreté nécessite de maîtriser trois fonctions de sûreté :
- maîtrise de la réactivité : cela consiste à maîtriser en permanence la réaction en chaîne se produisant dans le réacteur ;
- refroidir le cœur nucléaire : cela consiste à maintenir une circulation forcée de l'eau de refroidissement du circuit primaire (grâce aux pompes primaires), à évacuer la puissance thermique du cœur nucléaire (notamment par les générateurs de vapeur lorsque le réacteur est en fonctionnement) et à garder un stock d'eau suffisant en secours pour pouvoir maintenir le cœur sous eau en cas d'accident ;
- confiner les particules radioactives : cela consiste à maintenir les particules radioactives, notamment grâce aux trois barrières de confinement.

En France, le référentiel d'exploitation d'EDF est structuré autour de ces trois fonctions de sûreté.

### Noyau dur
À la suite de l'accident nucléaire de Fukushima, une notion de « noyau dur » a été proposée et retenue en France. Le noyau dur est l'ensemble des systèmes techniques, des processus et des procédures devant ou pouvant assurer les fonctions vitales et la robustesse d'une installation nucléaire en difficulté extrême et en « situation extrême […] de vents extrêmes, tornades, inondations extrêmes, séismes extrêmes… […] neige, températures extrêmes, glace, frasil… »).
Le noyau dur doit être dimensionné pour résister aux risques connus en considérant qu'ils peuvent exceptionnellement s'exprimer simultanément, sur plusieurs réacteurs et piscines. Il doit permettre :
- de « stopper la réaction nucléaire et assurer le refroidissement » en visant à « évacuer durablement la puissance », ce qui nécessite des moyens d'injecter de l'eau dans le circuit primaire ;
- de « maitriser le confinement pour limiter les rejets » ;
- de « gérer la crise » éventuellement « de plus en plus dégradée ».

EDF a présenté à l'ASN ses propositions de noyau dur en juin 2012, sur des critères de définition définis avec l'IRSN (Le noyau dur doit prévenir toute fusion de combustible, ou en limiter la production si elle advenait et limiter les rejets massifs, tout en permettant à l'exploitant d'assurer les missions lui incombant lors d'une gestion de crise).
Selon le bilan par l'IRSN de ces propositions (2013), il faut encore améliorer le lien entre noyau dur et FARN, l'instrumentation, pour mieux diagnostiquer et suivre l'évolution de la situation, de même pour les facteurs organisationnels et humains (FOH), reconnus comme essentiels chez l'opérateur, mais aussi chez les travailleurs intérimaires et prestataires de service,), et selon l'IRSN encore insuffisamment pris en compte, et avec des « idées reçues » dans le domaine du nucléaire. De même pour la gestion de crise ; les délais de réponse, l'analyse de la faisabilité et la caractérisation des « situations à gérer » et d'éventuelles « situations de rupture » doivent être mieux anticipés, étudiés et pris en compte.
Il manque enfin, dans la proposition d'EDF, un « objectif de limitation de rejets pendant la phase court-terme […] un objectif de limitation de la dose pendant la phase d’urgence » et l'IRSN a recommandé (analyse 2013) de prendre en compte des « situations non considérées (notamment, dues à des écarts de conformité, des effets induits…) » pouvant survenir conjointement à un accident grave avec fusion de cœur. Selon les calculs faits par simulateurs par l'IRSN, certaines propositions d'EDF conduisaient néanmoins « dans certains cas pour les réacteurs à 900 Mwe, à la fusion du cœur ». L'IRSN constate aussi qu'il existe des « points de vue différents sur la meilleure façon d’évacuer la puissance en situation extrême », mais avec des « réflexions en cours prometteuses ». L'IRSN estime que le risque inondation est bien pris en compte, mais que « les niveaux retenus pour les sollicitations sismiques ne sont pas, pour l’ensemble des sites, significativement supérieurs à ceux retenus dans le référentiels. Ils doivent donc être revus et a minima justifiés ». Des informations complémentaires sur les autres risques d'agressions, et sur certains « événements induits (chute de charge, incendie, explosion…) » doivent être fournis par EDF aux autorités de sûreté fin 2013. Tous ces éléments sont étudiés par un « Groupe permanent d'experts pour les réacteurs nucléaires », au sein duquel en 2013 des discussions ont encore lieu sur le niveau de risque sismique à prendre en compte pour chaque site, et sur les méthodes d'évaluation de la tenue des structures et équipements face aux séismes selon leur type et magnitude. Ces éléments (et d'autres retours d'expérience) aident l'ASN à fixer les prescriptions aux opérateurs.
Le noyau dur doit être particulièrement robuste (pour cela, EDF a promis de produire un « référentiel d'exigences (conception, fabrication, suivi en exploitation) des équipements du noyau dur) ». Il sera activé non pas à chaque détection d'une dérive, mais à partir du début d'un accident avec trois éléments, en considérant trois stades de gravité qu'il faut chercher à éviter : accident sans fusion, accident avec fusion et gestion de crise.
Ce noyau doit être très autonome (« aussi indépendant que possible de l'existant » (notamment pour le contrôle commande et l'alimentation électrique). Il doit aussi être apte à « résister aux agressions naturelles […] de niveau allant significativement au-delà de ceux retenus pour le dimensionnement » de l'installation.
Il serait déployé à partir de 2018 selon le calendrier proposé par EDF, de premiers éléments pouvant être mis en place dès 2015, après une phase d'« amélioration des centrales » (de 2012 à 2015).

### Force d'action rapide du nucléaire
La création de cette nouvelle Force d’action rapide du nucléaire (FARN) est annoncée en avril 2011.
Elle doit être composée d'un état-major parisien pilotant quatre centres régionaux, dont le premier a été mise en place à Civaux dans la Vienne en 2012. Les autres seront installées à Dampierre (Loiret), Paluel (Seine-Maritime) et au Bugey dans l'Ain.
La FARN doit pouvoir assister l'opérateur d'une centrale en difficulté dans les 24 heures suivant un début d'accident grave. L'intervention se ferait en deux équipes : la première évaluant en 24 heures au maximum les dégâts, et la seconde apportant dans les jours suivants aux équipes locales et éventuellement renforcées, les moyens de secours demandés par la première.
Selon EDF, chacune des quatre équipes pourra intervenir sur deux réacteurs à la fois (à Fukushima et lors de l'inondation de la centrale nucléaire du Blayais (Gironde) en décembre 1999, ce sont respectivement quatre et trois réacteurs qui ont été concernés,).
La FARN est complètement déployée depuis le 1er janvier 2016. Elle comprend 300 membres, répartis entre un état-major situé à Saint-Denis et quatre services régionaux situés auprès de quatre centrales,, elle est capable de subvenir à des besoins urgents :
- en eau douce, par la pose ou l'utilisation de réserves sur bâches, la pose de pompes (avec systèmes de filtrations)[16] ou autres sources froides ;
- en électricité (Diesel d'ultime secours (DUS) ou piquage sur un réseau existant), éclairage et moyens de contrôle-commande[16] ;
- en moyens de confinement[16] ;
- en air comprimé (par des compresseurs d'air)[16] ;
- en moyens logistiques et de télécommunication[16] ;
- en différents outils et moyens d’intervention[16] ;
- en équipement de mesure (dosimètres…), de protection (notamment d'équipements de protection individuelle, EPI)[16] ;
- en eau potable, carburants…

## Systèmes de sûreté passifs
Les systèmes de sûreté passifs, en complément des systèmes de sûreté actifs nécessitant un apport d’énergie, ont pour objectif de conduire un réacteur nucléaire dans un état d’arrêt sûr et de l’y maintenir sans nécessiter d’intervention humaine pendant une longue période et en limitant le recours à des fonctions supports.
Les réacteurs électronucléaires à eau sous pression en exploitation en France comportent des dispositions de sûreté passives (barres de contrôle et d’arrêt de la réaction de fission nucléaire, recombineurs d’hydrogène…).
Les nouveaux types de réacteurs nucléaires font de plus en plus appel à de tels systèmes.

## Difficultés particulières
Pour des raisons physiques et biologiques évidentes, l'intérieur d'un cœur de réacteur en fonctionnement n'est pas directement accessible à l'observation de l'opérateur. Ce dernier ne connaît donc la situation du cœur ou de certains organes que de manière « médiée » par divers capteurs et sondes (thermiques, de pression, de niveau d'eau, de radioactivité, etc.), ou éventuellement pour ce qui concerne certains éléments extérieur de son environnement par caméra vidéo. Le bon fonctionnement de ces organes d'observation et de diagnostic dépend de la qualité des instruments et de leur alimentation électrique.
La perte totale d'alimentation électrique, telle que vécue lors de la catastrophe de Fukushima, a été l'origine d'une succession de problèmes, et d'une erreur d'appréciation du risque et des réactions techniques à enclencher (ex : dysfonctionnement grave, mais non perçu avant plusieurs heures, du condenseur d'isolation de l'unité no 1 de la Centrale nucléaire de Fukushima Daiichi).
Le diagnostic uniquement médié de l'intérieur d'éléments vitaux de la centrale, ou à des pièces (tuyauteries, câblages, etc) noyés dans le béton s'appuie sur des modèles et des guides, mais il reste une source possible de difficulté de maintenance préventive ou corrective des installations. Le diagnostic médié rend également difficile le dimensionnement précis des besoins de décrassement (décolmatage) ou au contraire de colmatage (en cas de fuite/corrosion), l'opérateur devant en outre programmer ses travaux de maintenance en fonction d'une évaluation hiérarchisée des risques et de l'urgence plus ou moins importante des réparations, tout en anticipant correctement les moyens à y consacrer.
Les problèmes de corrosion et de colmatage devraient augmenter avec la prolongation de la durée de vie en service (ou en pré-démantèlement) des installations.

## Réglementation et contrôles
Dans la plupart des pays, les pouvoirs publics coordonnent les actions relatives à la sûreté nucléaire.

### Convention sur la sûreté nucléaire
Après l’accident de Tchernobyl en 1986, les pays membres de l’AIEA ont souhaité renforcer la sûreté nucléaire au travers de la mise en œuvre de traités internationaux, dont la Convention sur la sûreté nucléaire (CSN), entrée en vigueur en 1996, qui était ratifiée au 1er février 2014 par 77 États membres, comprenant l’ensemble des pays dotés de réacteurs électronucléaires civils.
L’accident de Fukushima Daiichi, survenu en mars 2011, a conduit les États à envisager le renforcement des dispositions de la CSN. Une Conférence Diplomatique s’est tenue à Vienne le lundi 9 février 2015. L’ASN a publié un communiqué constatant que « les conclusions de cette conférence se limitent à une déclaration politique qui ne renforce pas les obligations juridiques des États signataires. Les objectifs généraux de sûreté figurant dans la Convention restent en deçà des exigences, juridiquement contraignantes, de la directive européenne de 2014 sur la sûreté nucléaire. Cette situation risque de déboucher sur une sûreté nucléaire à deux vitesses dans le monde, ce qui serait néfaste à terme pour tous les pays. En tout état de cause, ce résultat n’est pas à la hauteur des enjeux rappelés par l’accident de Fukushima Daiichi. »

### Aux États-Unis
Le département de l'Énergie des États-Unis est chargé de la réglementation et des actions concernant la sûreté nucléaire.

### En France

#### Organismes de régulation
L’Autorité de sûreté nucléaire (ASN) est une autorité administrative indépendante de l'État et des exploitants nucléaires, chargée du contrôle des activités nucléaires civiles en France (à l'exception de la sécurité nucléaire).
L’ASN est consultée sur tout projet de texte réglementaire relatif à la sûreté nucléaire, et précise les règlements et arrêtés par des décisions réglementaires à caractère technique. Elle accorde des autorisations individuelles, sauf celles relatives à la création et au démantèlement des installations nucléaires de base (INB), qui continuent de relever de la compétence gouvernementale. Elle contrôle les installations et activités nucléaires, prend les mesures de coercition (mise en demeure, consignation, exécution d’office de travaux, suspension de fonctionnement, etc.) et les sanctions nécessaires et prend toute mesure d’urgence. Elle rend compte de son activité, de ses missions, de l’état de la sûreté nucléaire et de la radioprotection en France à travers son rapport annuel, qui est transmis au Parlement, au Gouvernement et au président de la République.
L’Institut de radioprotection et de sûreté nucléaire (IRSN), établissement public de l’État, exerce des missions d’expertise et de recherche dans les domaines de la sûreté nucléaire, de la sûreté des transports de matières radioactives et fissiles, de la protection de l’homme et de l’environnement contre les rayonnements ionisants, de la protection et du contrôle des matières nucléaires, et de la protection des installations nucléaires et des transports de matières radioactives et fissiles contre les actes de malveillance. L'IRSN est le principal appui technique de l'ASN.
Le délégué à la sûreté nucléaire et à la radioprotection pour les activités et installations intéressant la Défense (DSND), dépendant du ministère de la Défense et celui chargé de l'industrie, est chargé du contrôle de la sûreté nucléaire et de la radioprotection des installations nucléaires de base secrètes (INBS).

#### Cadre réglementaire français
Le cadre réglementaire français d'un site nucléaire est actuellement constitué principalement de la loi « TSN » et de son arrêté d'application, dit arrêté « INB ».
L’adoption de la loi no 2006-686 du 13 juin 2006 relative à la transparence et à la sécurité en matière nucléaire (dite « loi TSN ») instaure une autorité de sûreté nucléaire indépendante, alors que précédemment elle était sous tutelle des ministères chargés de l’Industrie, de l’Environnement et de la Santé. (dite « loi TSN »). Elle traite aussi de l’information du public en renforçant le droit à l’information sur les installations nucléaires, en donnant un véritable cadre légal aux Commissions Locales d’Information (CLI, mises en place en 1981 sur la base d’une simple circulaire), et en instituant un Haut comité pour la transparence, pour faire vivre le débat au niveau national, tout comme il existe déjà au niveau local au travers des CLI. Elle institue le premier régime légal complet des Installations Nucléaires de Base (INB) et des transports de matières radioactives : la loi définit maintenant l’ensemble des actes juridiques applicables à ces activités (depuis les autorisations de création jusqu’au démantèlement, en passant par les contrôles réalisés par les inspecteurs et les sanctions pénales).
À la suite de l'adoption de cette loi TSN, l’arrêté « fixant les règles générales relatives aux installations nucléaires de base », dit arrêté « INB », a été publié au Journal Officiel le 8 février 2012. Il intègre notamment dans le droit français des règles correspondant aux meilleures pratiques internationales. Les dispositions de l’arrêté INB traitent principalement de l’organisation et des responsabilités des exploitants d’INB, de la démonstration de sûreté nucléaire, de la maîtrise des nuisances et de leur impact sur la santé et l’environnement, de la gestion des déchets et de la préparation et la gestion des situations d’urgence.
Cet arrêté est complété par des décisions réglementaires à caractère technique ordonnées par l'ASN dans différents domaines liés à l'exploitation d'un site nucléaire. Les exploitants d'installation nucléaires doivent transmettre à l'ASN leurs « Règles générales d'exploitation » (RGE).

### Au Japon
Une règle en vigueur au Japon pour les centrales nucléaires est le « zéro-défaut technique » ; qui n'exige pas d'informations détaillées sur les dimensions et la géométrie des défauts, ni de compréhension ou évaluation fine de la mécanique de la rupture, mais exige une réparation immédiate de tout défaut. La sûreté des centrales nucléaires a cependant plusieurs fois été mise en défaut, concernant la gestion de la sûreté par l'opérateur, et une prise en compte insuffisante du risque sismique dès la conception.

## Disciplines rattachées à la sûreté nucléaire
Parmi les disciplines rattachées à la sûreté nucléaire, la radioprotection permet de limiter l'exposition aux rayonnements ionisants. Par ailleurs, la thermohydraulique des réacteurs étudie le comportement du fluide de refroidissement, afin de prédire le comportement du réacteur en situation accidentelle. Des logiciels sont consacrés à la simulation du circuit primaire de réacteurs dans ces conditions, tels que l'outil américain RELAP5-3D (en) ou le code français CATHARE. 